# Grouvellinus marginatus
Grouvellinus marginatus là một loài bọ cánh cứng trong họ Elmidae. Loài này được Konô miêu tả khoa học năm 1934.